# Liste der Universitäten in der Türkei

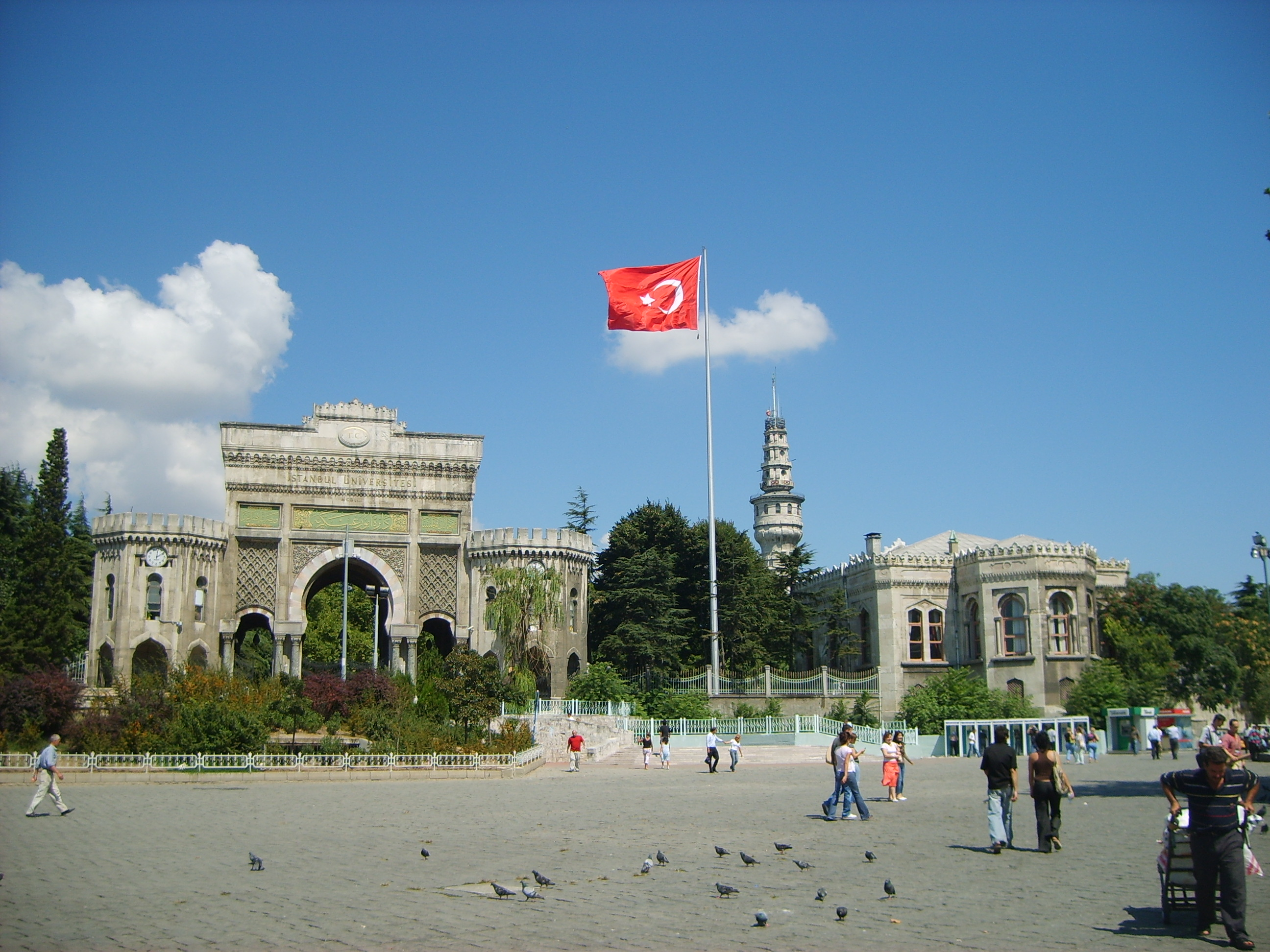
Universität Istanbul

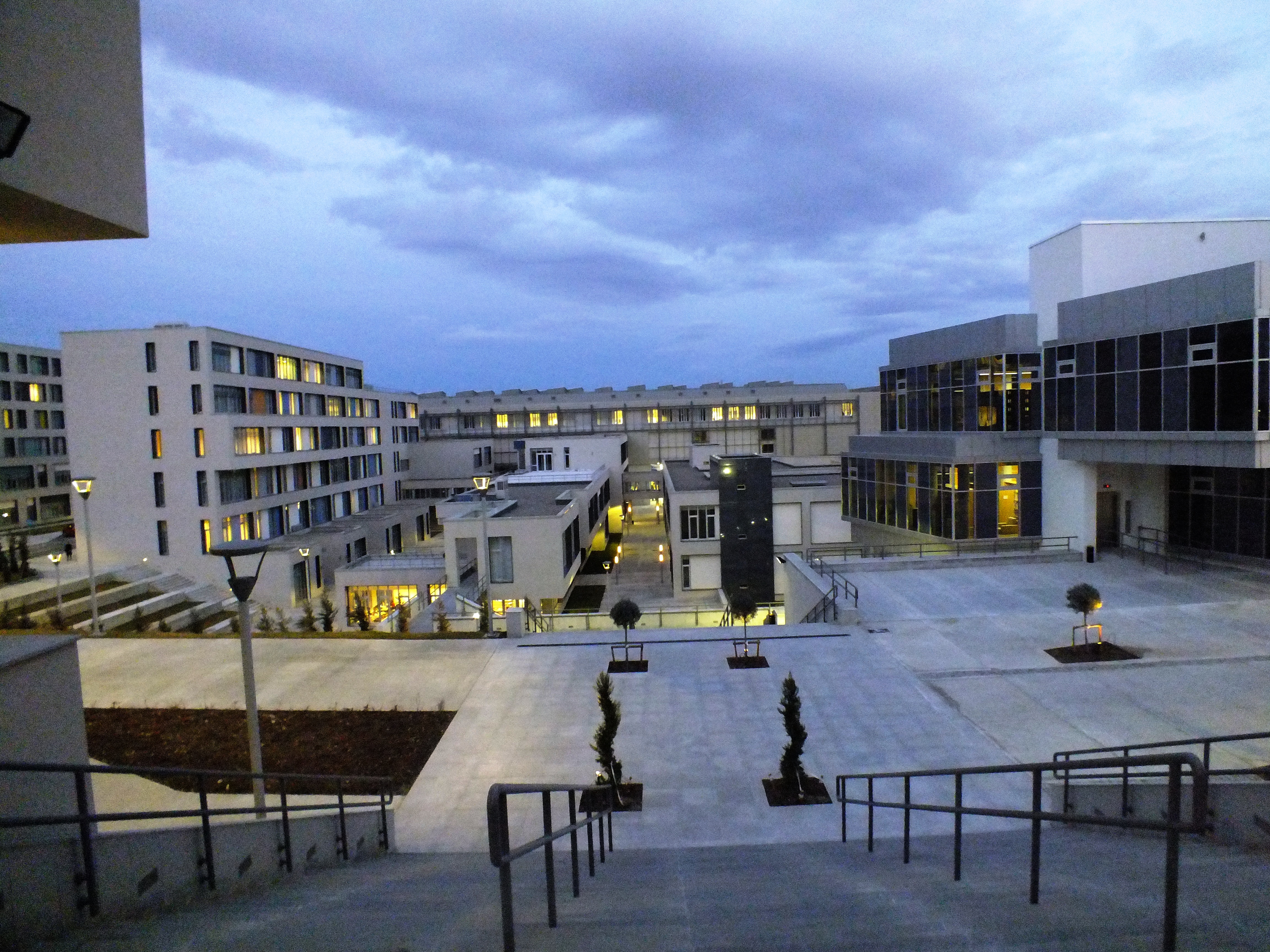
Çankaya-Universität, Ankara

Die Liste der Universitäten in der Türkei setzt sich zusammen aus 113 staatlichen Universitäten, 81 Stiftungsuniversitäten sowie vier Universitäten der Türkischen Streitkräfte, somit gibt es insgesamt 198 Universitäten in der Türkei. Alle Universitäten stehen unter der Aufsicht und Verwaltung des Yükseköğretim Kurulu (Hochschulrat, YÖK). Die älteste Universität des Landes ist die Universität Istanbul, sie wurde einen Tag nach der Eroberung Konstantinopels am 30. Mai 1453 durch Sultan Mehmed II. gegründet. Ihre Wurzeln gehen jedoch laut dem Historiker Richard Honig zurück bis zum 1. März 1321.

## Erklärung
- Name: Nennt den Namen der Einrichtung.
- Provinz: Nennt die Provinz der Einrichtung.
- Träger: Nennt den Träger der Einrichtung. Dieser kann staatlich oder privat sein.
- Gründung: Nennt das Jahr, in dem die Einrichtung nach einer Schließung erneut gegründet worden ist oder das Promotionsrecht erhielt.
- Studenten: Nennt die Anzahl der immatrikulierten Studenten.
- Lehrende: Nennt die Anzahl der Professoren, Dozenten sowie Assistenz-Dozenten.

Die Anzahl der Studenten sowie der Lehrenden bezieht sich auf das Wintersemester 2006/07. Die fehlenden Angaben bezüglich der Anzahl der Studierenden und Lehrenden rührt daher, dass es noch keine erhobenen Daten gibt.

## Alle staatlichen und staatlich anerkannten Universitäten
| Name                                    | Provinz        | Träger    | Grün- dung | Studenten (Stand: 2006/07) | Lehrende |
| --------------------------------------- | -------------- | --------- | ---------- | -------------------------- | -------- |
| Abant İzzet Baysal Üniversitesi         | Bolu           | staatlich | 1992       | 16.958                     | 240      |
| Abdullah-Gül-Universität                | Kayseri        | staatlich | 2010       |                            |          |
| Adıyaman Üniversitesi                   | Adıyaman       | staatlich | 2006       | 3.886                      | 16       |
| Adnan Menderes Üniversitesi             | Aydın          | staatlich | 1992       | 17.061                     | 412      |
| Afyon Kocatepe Üniversitesi             | Afyonkarahisar | staatlich | 1992       | 23.553                     | 352      |
| Ahi Evran Üniversitesi                  | Kırşehir       | staatlich | 2006       | 8.343                      | 49       |
| Akdeniz Üniversitesi                    | Antalya        | staatlich | 1982       | 17.061                     | 583      |
| Aksaray Üniversitesi                    | Aksaray        | staatlich | 2006       | 3.989                      | 33       |
| Amasya Üniversitesi                     | Amasya         | staatlich | 2006       | 6.224                      | 33       |
| Anadolu Üniversitesi                    | Eskişehir      | staatlich | 1973       | 87.057                     | 659      |
| Atatürk Üniversitesi                    | Erzurum        | staatlich | 1957       | 14.614                     | 1050     |
| Balıkesir Üniversitesi                  | Balıkesir      | staatlich | 1992       | 25.030                     | 277      |
| Boğaziçi Üniversitesi                   | İstanbul       | staatlich | 1971       | 11.238                     | 363      |
| Türkisch-Deutsche Universität           | İstanbul       | staatlich | 2010       | 2.500                      |          |
| Bozok Üniversitesi                      | Yozgat         | staatlich | 2006       | 5.412                      | 22       |
| Manisa Celâl Bayar Üniversitesi         | Manisa         | staatlich | 1992       | 24.552                     | 387      |
| Cumhuriyet Üniversitesi                 | Sivas          | staatlich | 1974       | 24.111                     | 419      |
| Çanakkale Onsekiz Mart Üniversitesi     | Çanakkale      | staatlich | 1992       | 20.424                     | 232      |
| Çukurova Üniversitesi                   | Adana          | staatlich | 1973       | 33.340                     | 764      |
| Dicle Üniversitesi                      | Diyarbakır     | staatlich | 1973       | 19.182                     | 486      |
| Dokuz Eylül Üniversitesi                | Izmir          | staatlich | 1982       | 42.173                     | 1129     |
| Dumlupınar Üniversitesi                 | Kütahya        | staatlich | 1992       | 29.411                     | 255      |
| Düzce Üniversitesi                      | Düzce          | staatlich | 2006       | 5.742                      | 161      |
| Ege Üniversitesi                        | Izmir          | staatlich | 1955       | 42.663                     | 1380     |
| Erciyes Üniversitesi                    | Kayseri        | staatlich | 1978       | 28.166                     | 549      |
| Erzincan Üniversitesi                   | Erzincan       | staatlich | 2006       | 6.226                      | 88       |
| Eskişehir Osmangazi Üniversitesi        | Eskişehir      | staatlich | 1993       | 14.971                     | 474      |
| Fırat Üniversitesi                      | Elazığ         | staatlich | 1975       | 20.890                     | 629      |
| Galatasaray Üniversitesi                | İstanbul       | staatlich | 1994       | 2.899                      | 117      |
| Gazi Üniversitesi                       | Ankara         | staatlich | 1982       | 57.834                     | 1569     |
| Universität Gaziantep                   | Gaziantep      | staatlich | 1987       | 23.000                     | 1.250    |
| Gaziosmanpaşa Üniversitesi              | Tokat          | staatlich | 1992       | 12.080                     | 272      |
| Gebze Teknik Üniversitesi               | Kocaeli        | staatlich | 1992       | 2.234                      | 134      |
| Giresun Üniversitesi                    | Giresun        | staatlich | 2006       | 8.161                      | 30       |
| Hacettepe Üniversitesi                  | Ankara         | staatlich | 1967       | 29.727                     | 1354     |
| Harran Üniversitesi                     | Şanlıurfa      | staatlich | 1992       | 8.607                      | 293      |
| Hitit Üniversitesi                      | Çorum          | staatlich | 2006       | 4.843                      | 42       |
| İnönü Üniversitesi                      | Malatya        | staatlich | 1975       | 17.075                     | 398      |
| İstanbul Teknik Üniversitesi            | İstanbul       | staatlich | 1773/1944  | 21.410                     | 854      |
| İstanbul Üniversitesi                   | İstanbul       | staatlich | 1453/1933  | 59.533                     | 2268     |
| İzmir Yüksek Teknoloji Enstitüsü        | Izmir          | staatlich | 1992       | 2.019                      | 125      |
| Kahramanmaraş Sütçü İmam Üniversitesi   | Kahramanmaraş  | staatlich | 1992       | 14.997                     | 238      |
| Kafkas Üniversitesi                     | Kars           | staatlich | 1992       | 13.183                     | 170      |
| Karadeniz Teknik Üniversitesi           | Trabzon        | staatlich | 1955       | 33.888                     | 596      |
| Kastamonu Üniversitesi                  | Kastamonu      | staatlich | 2006       | 6.647                      | 41       |
| Kırıkkale Üniversitesi                  | Kırıkkale      | staatlich | 1992       | 14.312                     | 291      |
| Kocaeli Üniversitesi                    | Kocaeli        | staatlich | 1992       | 51.865                     | 428      |
| Marmara Üniversitesi                    | İstanbul       | staatlich | 1883/1982  | 51.461                     | 981      |
| Mehmet Âkif Ersoy Üniversitesi          | Burdur         | staatlich | 2006       | 11.974                     | 48       |
| Mersin Üniversitesi                     | Mersin         | staatlich | 1992       | 22.078                     | 417      |
| Mimar Sinan Güzel Sanatlar Üniversitesi | İstanbul       | staatlich | 1882/1982  | 5.522                      | 271      |
| Muğla Üniversitesi                      | Muğla          | staatlich | 1992       | 21.271                     | 263      |
| Mustafa Kemal Üniversitesi              | Hatay          | staatlich | 1992       | 14.475                     | 297      |
| Namık Kemal Üniversitesi                | Tekirdağ       | staatlich | 2006       | 10.385                     | 128      |
| Niğde Üniversitesi                      | Niğde          | staatlich | 1992       | 11.165                     | 179      |
| Ondokuz Mayıs Üniversitesi              | Samsun         | staatlich | 1975       | 11.208                     | 718      |
| Ordu Üniversitesi                       | Ordu           | staatlich | 2006       | 5.661                      | 34       |
| Orta Doğu Teknik Üniversitesi           | Ankara         | staatlich | 1959       | 22.110                     | 727      |
| Pamukkale Üniversitesi                  | Denizli        | staatlich | 1992       | 23.540                     | 466      |
| Rize Üniversitesi                       | Rize           | staatlich | 2006       | 6.277                      | 50       |
| Sakarya Üniversitesi                    | Sakarya        | staatlich | 1992       | 39.372                     | 475      |
| Selçuk Üniversitesi                     | Konya          | staatlich | 1975       | 85.283                     | 897      |
| Süleyman Demirel Üniversitesi           | Isparta        | staatlich | 1992       | 33.145                     | 598      |
| Trakya Üniversitesi                     | Edirne         | staatlich | 1982       | 22.890                     | 401      |
| Uludağ Üniversitesi                     | Bursa          | staatlich | 1975       | 40.826                     | 730      |
| Uşak Üniversitesi                       | Uşak           | staatlich | 2006       | 7.899                      | 60       |
| Yıldız Teknik Üniversitesi              | İstanbul       | staatlich | 1911/1982  | 21.573                     | 536      |
| Yüzüncü Yıl Üniversitesi                | Van            | staatlich | 1982       | 16.601                     | 369      |
| Zonguldak Bülent Ecevit Üniversitesi    | Zonguldak      | staatlich | 1992       | 21.323                     | 326      |
| Ağrı İbrahim Çeçen Üniversitesi         | Ağrı           | staatlich | 2007       |                            |          |
| Artvin Çoruh Üniversitesi               | Artvin         | staatlich | 2007       |                            |          |
| Batman Üniversitesi                     | Batman         | staatlich | 2007       |                            |          |
| Bilecik Üniversitesi                    | Bilecik        | staatlich | 2007       | 15.139                     |          |
| Bingöl-Universität                      | Bingöl         | staatlich | 2007       | 4.500                      | 657      |
| Bitlis Eren Üniversitesi                | Bitlis         | staatlich | 2007       |                            |          |
| Çankırı Karatekin Üniversitesi          | Çankırı        | staatlich | 2007       |                            |          |
| Karabük Üniversitesi                    | Karabük        | staatlich | 2007       |                            |          |
| Karamanoğlu Mehmetbey Üniversitesi      | Karaman        | staatlich | 2007       |                            |          |
| Kırklareli Üniversitesi                 | Kırklareli     | staatlich | 2007       |                            |          |
| Kilis 7 Aralık Üniversitesi             | Kilis          | staatlich | 2007       |                            |          |
| Mardin Artuklu Üniversitesi             | Mardin         | staatlich | 2007       |                            |          |
| Muş Alparslan Üniversitesi              | Muş            | staatlich | 2007       |                            |          |
| Nevşehir Üniversitesi                   | Nevşehir       | staatlich | 2007       |                            |          |
| Osmaniye Korkut Ata Üniversitesi        | Osmaniye       | staatlich | 2007       |                            |          |
| Siirt Üniversitesi                      | Siirt          | staatlich | 2007       |                            |          |
| Sinop Üniversitesi                      | Sinop          | staatlich | 2007       |                            |          |
| Ardahan Üniversitesi                    | Ardahan        | staatlich | 2008       |                            |          |
| Bartın Üniversitesi                     | Bartın         | staatlich | 2008       |                            |          |
| Bayburt Üniversitesi                    | Bayburt        | staatlich | 2008       |                            |          |
| Gümüşhane Üniversitesi                  | Gümüşhane      | staatlich | 2008       |                            |          |
| Hakkâri Üniversitesi                    | Hakkâri        | staatlich | 2008       |                            |          |
| Iğdır Üniversitesi                      | Iğdır          | staatlich | 2008       |                            |          |
| Şırnak Üniversitesi                     | Şırnak         | staatlich | 2008       |                            |          |
| Tunceli Üniversitesi                    | Tunceli        | staatlich | 2008       |                            |          |
| Yalova Üniversitesi                     | Yalova         | staatlich | 2008       |                            |          |
| Ankara Üniversitesi                     | Ankara         | staatlich | 1946       | 41.547                     | 1621     |
| Bilkent-Universität                     | Ankara         | privat    | 1984       | 12.206                     | 292      |
| İstanbul Ticaret Üniversitesi           | İstanbul       | privat    | 1992       | 4.828                      | 50       |
| Kadir Has Üniversitesi                  | İstanbul       | privat    | 1992       | 4.209                      | 66       |
| Koç Üniversitesi                        | İstanbul       | privat    | 1992       | 3.482                      | 134      |
| Başkent Üniversitesi                    | Ankara         | privat    | 1993       | 9.005                      | 340      |
| Işık Üniversitesi                       | İstanbul       | privat    | 1996       | 1.800                      | 35       |
| İstanbul Bilgi Üniversitesi             | İstanbul       | privat    | 1996       | 9.182                      | 116      |
| Sabancı Üniversitesi                    | İstanbul       | privat    | 1996       | 3.209                      | 146      |
| Yeditepe Üniversitesi                   | İstanbul       | privat    | 1996       | 15.177                     | 374      |
| Atılım Üniversitesi                     | Ankara         | privat    | 1997       | 3.407                      | 72       |
| Çankaya Üniversitesi                    | Ankara         | privat    | 1997       | 3.844                      | 71       |
| Beykent Üniversitesi                    | İstanbul       | privat    | 1997       | 7.457                      | 46       |
| Doğuş Üniversitesi                      | İstanbul       | privat    | 1997       | 2.045                      | 58       |
| İstanbul Kültür Üniversitesi            | İstanbul       | privat    | 1997       | 6.476                      | 118      |
| Maltepe-Universität                     | Istanbul       | privat    | 1997       | 5.072                      | 420      |
| Çağ Üniversitesi                        | Adana          | privat    | 1997       | 1.639                      | 29       |
| Bahçeşehir Üniversitesi                 | İstanbul       | privat    | 1998       | 6.561                      | 71       |
| Haliç Üniversitesi                      | İstanbul       | privat    | 1998       | 2.872                      | 75       |
| Ufuk Üniversitesi                       | Ankara         | privat    | 1999       | 975                        | 64       |
| Okan Üniversitesi                       | İstanbul       | privat    | 1999       | 1.271                      | 22       |
| İzmir Ekonomi Üniversitesi              | Izmir          | privat    | 2001       | 5.016                      | 53       |
| Yaşar Üniversitesi                      | Izmir          | privat    | 2001       | 1.826                      | 27       |
| TOBB Ekonomi ve Teknoloji Üniversitesi  | Ankara         | privat    | 2003       | 1.221                      | 33       |
| İstanbul Bilim Üniversitesi             | İstanbul       | privat    | 2006       | 401                        |          |
| Acıbadem Üniversitesi                   | İstanbul       | privat    | 2007       |                            |          |
| Istanbul Arel Üniversitesi              | İstanbul       | privat    | 2007       |                            |          |
| İstanbul Aydın Üniversitesi             | İstanbul       | privat    | 2007       |                            |          |
| İstanbul Medipol Üniversitesi           | İstanbul       | privat    | 2009       |                            |          |
| Özyeğin Üniversitesi                    | İstanbul       | privat    | 2007       |                            |          |
| Piri Reis Üniversitesi                  | İstanbul       | privat    | 2008       |                            |          |
| İstanbul Kemer Üniversitesi             | İstanbul       | privat    | 2008       |                            |          |
| Gazikent Üniversitesi                   | Gaziantep      | privat    | 2008       |                            |          |

## Universitäten dertürkischen Streitkräfte
- Gülhane Askeri Tıp Akademisi (medizinische Fakultät)
- Hava Harp Okulu (Luftwaffe)
- Kara Harp Okulu (Heer)
- Deniz Harp Okulu (Marine)